# National Rugby League 2018
La National Rugby League de 2018 fue la 111.ª edición del torneo de rugby league más importante de Australia y Nueva Zelanda.

## Formato
Los clubes se enfrentaron en una fase regular de todos contra todos en condición de local y visitante, los ocho equipos mejor ubicados al terminar esta fase clasificaron a la postemporada.
Se otorgaron 2 puntos por el triunfo, 1 por el empate y ninguno por la derrota.

### Postemporada

#### Finales de eliminación (fase 1)
- 5° vs 8° puesto - ganador avanza a las semifinales
- 6° vs 7° puesto - ganador avanza a las semifinales

#### Finales de clasificación (fase 2)
- 1° vs 4° puesto - ganador avanza a las final preliminar, perdedor avanza a semifinales
- 2° vs 3° puesto - ganador avanza a las final preliminar, perdedor avanza a semifinales

#### Semifinales (fase 3)
- Perdedor fase 2 vs ganador fase 1 - ganador avanza a la final preliminar
- Perdedor fase 2 vs ganador fase 1 - ganador avanza a la final preliminar

#### Final preliminar (fase 4)
- Ganador fase 2 vs ganador fase 3 - ganador avanza a la gran final
- Ganador fase 2 vs ganador fase 3 - ganador avanza a la gran final

#### Final
- Ganadores fase 4

## Desarrollo

### Tabla de posiciones
| Pos. | Equipo                        | Encuentros | Encuentros | Encuentros | Encuentros | Tantos | Tantos | Tantos | Puntos |
| Pos. | Equipo                        | PJ         | PG         | PE         | PP         | F      | C      | Dif    | Puntos |
| ---- | ----------------------------- | ---------- | ---------- | ---------- | ---------- | ------ | ------ | ------ | ------ |
| 1    | Sydney Roosters               | 24         | 16         | 0          | 8          | 542    | 361    | +181   | 34     |
| 2    | Melbourne Storm               | 24         | 16         | 0          | 8          | 536    | 363    | +173   | 34     |
| 3    | South Sydney Rabbitohs        | 24         | 16         | 0          | 8          | 582    | 437    | +145   | 34     |
| 4    | Cronulla-Sutherland Sharks    | 24         | 16         | 0          | 8          | 519    | 423    | +96    | 34     |
| 5    | Penrith Panthers              | 24         | 15         | 0          | 9          | 517    | 461    | +56    | 32     |
| 6    | Brisbane Broncos              | 24         | 15         | 0          | 9          | 556    | 500    | +56    | 32     |
| 7    | St. George Illawarra Dragons  | 24         | 15         | 0          | 9          | 519    | 472    | +47    | 32     |
| 8    | New Zealand Warriors          | 24         | 15         | 0          | 9          | 472    | 447    | +25    | 32     |
| 9    | Wests Tigers                  | 24         | 12         | 0          | 12         | 377    | 460    | −83    | 26     |
| 10   | Canberra Raiders              | 24         | 10         | 0          | 14         | 563    | 540    | +23    | 22     |
| 11   | Newcastle Knights             | 24         | 9          | 0          | 15         | 414    | 607    | −193   | 20     |
| 12   | Canterbury-Bankstown Bulldogs | 24         | 8          | 0          | 16         | 428    | 474    | −46    | 18     |
| 13   | North Queensland Cowboys      | 24         | 8          | 0          | 16         | 449    | 521    | −72    | 18     |
| 14   | Gold Coast Titans             | 24         | 8          | 0          | 16         | 472    | 582    | −110   | 18     |
| 15   | Manly-Warringah Sea Eagles    | 24         | 7          | 0          | 17         | 500    | 622    | −122   | 16     |
| 16   | Parramatta Eels               | 24         | 6          | 0          | 18         | 374    | 550    | −176   | 14     |

|  | Postemporada. |

### Postemporada

#### Finales de clasificación
| 7 de septiembre | Melbourne Storm | 29 - 28 | South Sydney Rabbitohs |  |  |

| 8 de septiembre | Sydney Roosters | 21 - 12 | Cronulla-Sutherland Sharks |  |  |

#### Finales de eliminación
| 8 de septiembre | Penrith Panthers | 27 - 10 | New Zealand Warriors |  |  |

| 9 de septiembre | Brisbane Broncos | 18 - 48 | St. George Illawarra Dragons |  |  |

#### Semifinal
| 14 de septiembre | Cronulla-Sutherland Sharks | 21 - 20 | Penrith Panthers |  |  |

| 15 de septiembre | South Sydney Rabbitohs | 13 - 12 | St. George Illawarra Dragons |  |  |

#### Finales premilinares
| 21 de septiembre | Melbourne Storm | 22 - 6 | Cronulla-Sutherland Sharks |  |  |

| 22 de septiembre | Sydney Roosters | 12 - 4 | South Sydney Rabbitohs |  |  |

#### Final
| 30 de septiembre | Sydney Roosters | 21 - 6 | Melbourne Storm | ANZ Stadium, Sídney             |  |
|                  |                 |        |                 | Asistencia: 82.688 espectadores |  |

| Bandera de Australia    |
| Campeón Sydney Roosters |
| Décimo cuarto título    |